# Polyrhachis horacei
Polyrhachis horacei é uma espécie de formiga do gênero Polyrhachis, pertencente à subfamília Formicinae.